# Ptianier

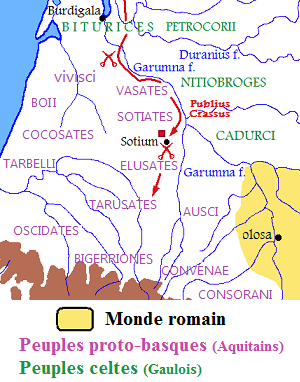
Feldzug in Aquitanien 56 v. Chr.

Die Ptianier (lateinisch Ptianii) waren ein vermutlich keltischer Stamm, dessen Wohnsitz in der späteren römischen Provinz Gallia Aquitania lag.
Im gallischen Krieg marschierte ein Unterfeldherr Caesars, der Legat Publius Licinius Crassus, im Jahr 56 v. Chr. in Aquitanien (der späteren römischen Provinz Novempopulana) ein. Nach einigen Siegen der Römer ergaben sich die meisten aquitanischen Stämme; namentlich genannt werden die Tarbeller, Bigerrionen, Ptianier, Vasaten (auch Vocaten), Tarusaten, Elusaten, Gater, Auscer, Garumner, Sibulaten und Cocosaten (De bello Gallico III 27). Ob die Namen, auch jener der Ptianii, eindeutig keltisch sind, kann nicht mit Sicherheit angegeben werden. Manche werden von einigen neuzeitlichen Autoren zu den Keltiberern gerechnet. Außer an dieser Caesarstelle wird der Stamm der Ptianier in der antiken Literatur nicht genannt.